# Anopheles asiaticus
Anopheles asiaticus este o specie de țânțari din genul Anopheles, descrisă de George Frederick Leicester în anul 1903. Conform Catalogue of Life specia Anopheles asiaticus nu are subspecii cunoscute.